# Робер де Клари

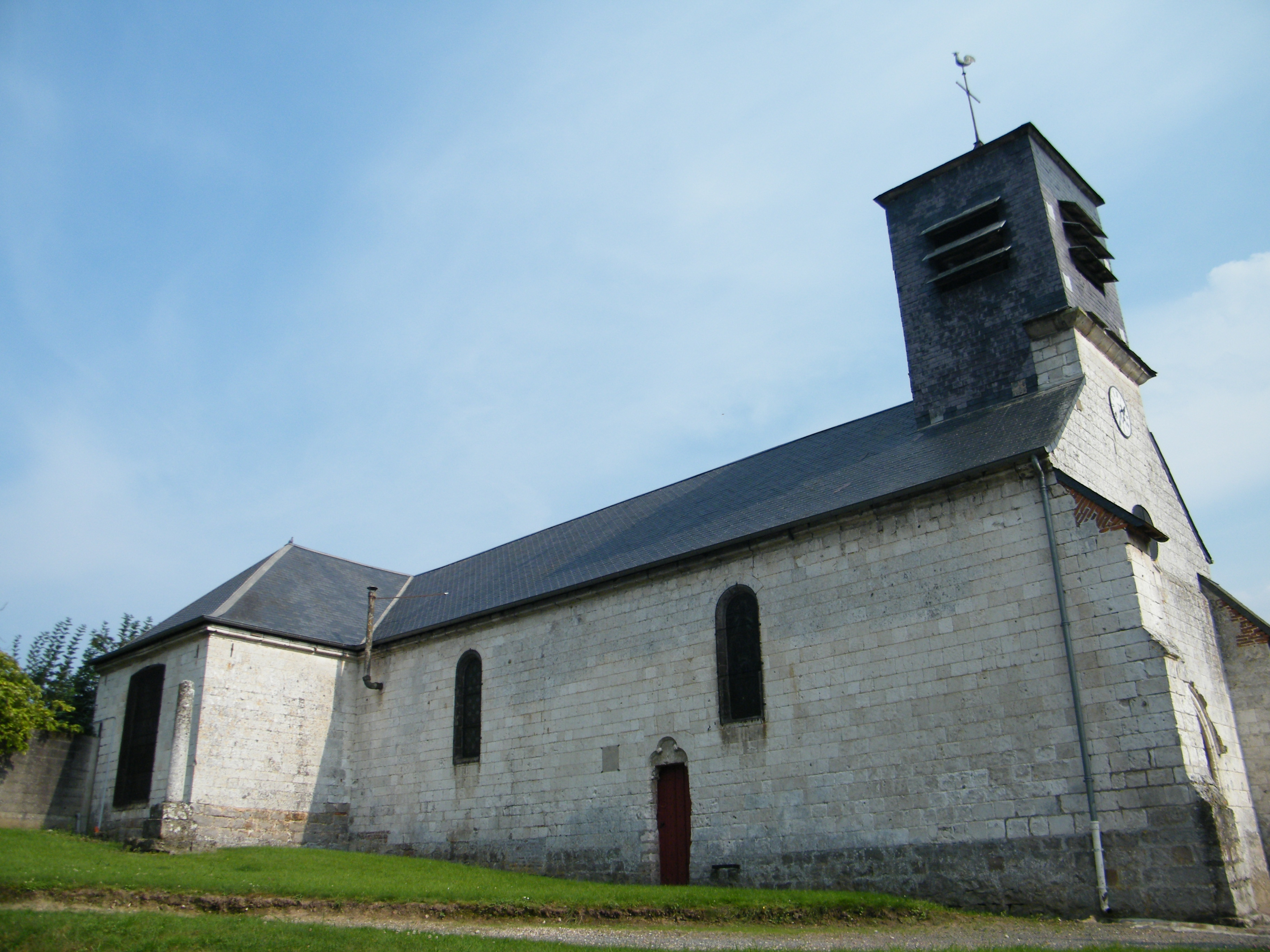
Церковь Сен-Мартен в Пернуа, XII в.

Робер де Клари (фр. Robert de Clari; около 1170 или 1180 — после 1216) — французский хронист, рыцарь из Пикардии, участник и летописец Четвёртого крестового похода (1198—1204). Автор «Завоевания Константинополя» (фр. La Conquête de Constantinople), которое наряду с хрониками Жоффруа де Виллардуэна и Гунтера Пэрисского, является основным источником о падении в 1204 году византийской столицы.

## Биография
Самое раннее упоминание о семействе Клари содержится в датированной 1146 годом церковной хартии из Амьена, без указания на принадлежность к феодальному классу. Фамилия их происходит от названия местности Клери-ле-Пернуа, находящейся к северу от Виньянкура, между Фликскуром и Канаплем, в районе Камбре (совр. департамент Сомма региона О-де-Франс). 
Под 1195 годом упоминается в документах отец хрониста Жиль де Клари с указанием его статуса — рыцарь (фр. miles). Известно, что Жиль де Клари был вассалом Петра Амьенского из рода видамов Амьенских, и что семья его была небогатой. Сохранились два дарственных акта от 1195-го и от 1202 года, в которых он указан как свидетель со стороны дарителя.
О самом Робере сведений практически не сохранилось, даже в своей хронике он ничего не сообщает о себе. Вероятно, он родился около 1170 или 1180 года в Клери-на-Сомме, где получил традиционное рыцарское воспитание. Впервые он упоминается в датируемом маем 1202 года документе, сообщающем о приготовлениях Пьера Амьенского к паломничеству в Святую землю.
Вскоре после смерти своего сеньора и Гуго IV, графа де Сен-Поль, Робер де Клари вернулся на родину, что подтверждают датируемые 1206 и 1213 годами перечни захваченных им в Константинополе священных реликвий, переданных в дар Корбийскому аббатству бенедиктинцев (Пикардия), которые приводятся в «Истории редкостей аббатства Корби» (1672—1678).

## Хроника
Хроника де Клари, написанная на пикардийском диалекте старофранцузского языка, начинается с проповеди Фулька из Нейи, которую автор ошибочно датирует не 1198-м, а 1199 годом, и заканчивается смертью второго правителя Латинской империи Генриха Фландрского, последовавшей 20 августа 1216 года, и после этой даты о самом Робере ничего не известно.
По-видимому, Клари не получил глубокого образования, так как в своём произведении демонстрирует заметно меньшую осведомлённость в политических и дипломатических делах, чем его высокопоставленный современник Жоффруа де Виллардуэн, уступая ему также в вопросах логической последовательности и хронологии событий, однако приводит значительное количество подробностей бытового и технического характера, иллюстрирующих военное искусство и повседневную жизнь простых рыцарей. Так, рассказывая о подготовке первого штурма византийской столицы в 1203 году, он подробно описывает осадные устройства из мачт, рей и парусов кораблей, сооружённые изобретательными венецианцами под руководством своего дожа Дандоло. А повествуя о подготовке второй осады Константинополя в 1204 году, приводит подробные цифры цен на продовольствие, в котором остро нуждались к тому времени рядовые её участники.
Помимо этого, Клари касается местами тем, которых Виллардуэн старался избегать в своей хронике из политических или этических соображений. Сообщая, к примеру, о приготовлениях в 1201 году к походу Тибо III Шампанского, он указывает, что тяжело больной к тому времени граф занял для этого крупную сумму в 50 000 ливров, большую часть из которых ссудила ему местная еврейская община. А описывая осаду крестоносцами Зары (1202), сообщает, что предусмотрительные полководцы скрыли свои планы экспедиции против христианского города от рядовых крестоносцев.
Язык хроники Клари довольно беден и отличается разнообразием лишь там, где он касается близких ему военных тем, вместе с тем, его бесхитростные описания выгодно отличаются своей достоверностью от изысканных пассажей Виллардуэна, не чуждого классической литературе и куртуазной культуре представителя высшей знати. Неточный в хронологии, бесконечно далёкий как от дипломатических тонкостей и придворных интриг, так и всякой религиозной экзальтации, Клари ставит своей целью не столько оправдание деяний своих соратников-крестоносцев, сколько прославление воинских подвигов рыцарского сословия.
Не вызывает сомнений, что Клари знаком был с распространявшимся в устной форме героическим эпосом, особенно Chanson de geste, так как само его, бесхитростное по своему стилю, но субъективно добросовестное, сочинение местами напоминает рыцарский роман. Там, где автор проявляет явное незнание фактов, к примеру, относительно истории Византийской монархии накануне похода, он смело заменяет их художественным вымыслом, демонстрируя недюжинную фантазию. Так, описывая императорский дворец Вуколеон, он сообщает, что в нём имеется якобы более тридцати молелен и «пятьсот залов, соединенных между собою и отделанных золотой мозаикой». Вместе с тем, священные реликвии, которые он увидел в императорской часовне, практически идентичны тем, что упоминает в своей книге русский паломник-новгородец Добрыня Ядрейкович. Исследователи насчитывают в сочинении Клари, как минимум, 95 диалогов действующих лиц и исторических персонажей, причём практически все из них являются вымышленными.
Существует гипотеза, что Клари был настолько малограмотным, что не записывал свою хронику сам, а диктовал её. В пользу неё свидетельствуют нередко встречающиеся в его повествовании логические разрывы и бессвязные переходы, а также речевые обороты со словами «слышать» (фр. oir) и «говорить» (фр. dir, parler). Возможно, его история записывалась с его слов неким образованным клириком, а после тщательно выверялась им самим. Не вызывает также сомнений, что она изначально была рассчитана на ограниченный круг читателей-земляков хрониста.
Оригинальная рукопись «Завоевания Константинополя» не сохранилась, и единственный дошедший до нас манускрипт из Королевской библиотеки Дании в Копенгагене (MS GKS 487) был переписан в XIII веке в вышеназванном аббатстве Корби, куда его автор сделал богатые пожертвования. Текст хроники изначально не имел строгой структуры и впервые разделён был на 120 глав французским историком Филиппом Лоэром, выпустившим в 1924 году в Париже её первое академическое издание. Из более ранних публикаций заслуживают внимания парижская 1868 года, подготовленная историком крестовых походов Полем Эдуардом Дидье Рианом и берлинская 1873 года, отредактированная немецким историком-медиевистом Карлом Германом Фридрихом Иоганном Хопфом.
Из других членов семьи де Клари известен младший брат историка Альом, носивший духовный сан, также принимавший участие в походе и умерший в 1256 году. Их потомки или родственники изредка упоминаются до XVI века.

## Издания
- Li Estoires de chiaus qui conquisent Coustantinoble, de Robert de Clari en Aminois, chevalier, édité par Paul Edouard Didier Riant. — Paris, 1868. — 87 p.
- Robert de Clary. La Prise de Constantinople // Chroniques gréco-romanes inédites ou peu connues publiées avec notes et tables généalogiques par Charles Hopf. — Berlin: Weidmann, 1873. — pp. 1–85.
- Robert de Clari. La conquête de Constantinople, édité par Philippe Lauer. — Paris: Champion, 1924. — xvi, 132 p. — (Les classiques français du Moyen Âge, 40).
- Robert de Clari. La Conquête de Constantinople // Historiens et Chroniqueurs du Moyen Âge. Édition établie et annotée par Albert Pauphilet, textes nouveaux commentés par Edmond Pognon. — Paris: Gallimard, 1952. — pp. 13–91. — (Bibliothèque de la Pléiade, 48).
- Robert de Clari. La conquête de Constantinople. Édition bilingue. Publication, traduction, présentation et notes par Jean Dufournet. — Paris: Champion, 2004. — 335 p. — (Champion Classiques. Moyen Âge, 14). — ISBN 2-7453-1135-2.
- Robert de Clari. Cei care au cucerit Constantinopolul, édition Tatiana-Ana Fluieraru et Ovidiu Pecican, traduction, notes et étude introductive Tatiana-Ana Fluieraru. — Cluj-Napoca: Editura Limes, 2005. — 209 p. — ISBN 978-9737260031.
- Robert de Clari. La Conquête de Constantinople, edited by Peter Noble. — Edinburgh: Société Rencesvals British Branch, 2005. — xli, 149 p. — (British Rencesvals Publications, 3). — ISBN 978-0951979143.
- Робер де Клари. Завоевание Константинополя / Пер., ст. и комм. М. А. Заборова. — М.: Наука, 1986. — 174 с. — (Памятники исторической мысли). — 100 000 экз.
- Robert of Clari. The Conquest of Constantinople, translated with introduction and notes by Edgar Holmes McNeal. — New York: Columbia University Press, 1936. — xi, 150 p. — (Records of Western Civilization).
- Robert de Clari. La conquête de Constantinople. Traduction de Pierre Charlot. — Paris: De Broccard, 1939. — 242 p. — (Poèmes et récits de la Vieille France, 16).